# Deutsch-Griffen
Deutsch-Griffen è un comune austriaco di 927 abitanti nel distretto di Sankt Veit an der Glan, in Carinzia.
Nel 1973 era stato soppresso e accorpato agli altri comuni soppressi di Glödnitz e Weitensfeld e a parte di quello di Pisweg per formare il nuovo comune di Weitensfeld-Flattnitz, ma nel 1991 i tre comuni hanno riacquistato l'autonomia amministrativa.